# Jeferson Antonio Alves Dupin
Jeferson Antonio Alves Dupin (sinh ngày 19 tháng 10 năm 1972) là một cầu thủ bóng đá người Brasil.

## Sự nghiệp câu lạc bộ
Jeferson Antonio Alves Dupin đã từng chơi cho Montedio Yamagata.

## Thống kê câu lạc bộ

### J.League
| Đội               | Năm       | J.League | J.League | J.League Cup | J.League Cup | Tổng cộng | Tổng cộng |
| Đội               | Năm       | Trận     | Bàn      | Trận         | Bàn          | Trận      | Bàn       |
| ----------------- | --------- | -------- | -------- | ------------ | ------------ | --------- | --------- |
| Montedio Yamagata | 2000      | 12       | 1        | 1            | 0            | 13        | 1         |
| Tổng cộng         | Tổng cộng | 12       | 1        | 1            | 0            | 13        | 1         |